# Indy Lights 2016
De Indy Lights 2016 was het eenendertigste kampioenschap van de Indy Lights. Het seizoen bestond uit 18 races, drie oval circuits, vier stratencircuits en elf wegraces.
Tweedejaars coureur Ed Jones werd kampioen tijdens de laatste race op Laguna Seca, nadat teamgenoot Félix Serrallés hem in de laatste ronde voorbij liet om zo twee punten voorsprong te houden op Santiago Urrutia.

## Teams en rijders
Alle teams rijden met een Dallara-chassis en een AER-motor met 4 cilinders. Cooper levert de banden voor alle teams.
| Team                         | Nr | Rijders               | Races           |
| ---------------------------- | -- | --------------------- | --------------- |
| Andretti Autosport           | 27 | Dean Stoneman         | Alle            |
| Andretti Autosport           | 28 | Dalton Kellett        | Alle            |
| Andretti Autosport           | 51 | Shelby Blackstock     | Alle            |
| Belardi Auto Racing          | 5  | Zach Veach            | Alle            |
| Belardi Auto Racing          | 14 | Felix Rosenqvist      | 1-8, 12-13      |
| Belardi Auto Racing          | 45 | James French          | 9-10            |
| Carlin                       | 4  | Félix Serrallés       | Alle            |
| Carlin                       | 11 | Ed Jones              | Alle            |
| Carlin                       | 22 | Neil Alberico         | Alle            |
| Juncos Racing                | 13 | Zachary Claman DeMelo | Alle            |
| Juncos Racing                | 18 | Kyle Kaiser           | Alle            |
| McCormack Racing             | 34 | Davey Hamilton jr.    | 17-18           |
| Schmidt Peterson Motorsports | 7  | RC Enerson            | 1-8             |
| Schmidt Peterson Motorsports | 17 | André Negrão          | Alle            |
| Schmidt Peterson Motorsports | 55 | Santiago Urrutia      | Alle            |
| Schmidt Peterson Motorsports | 77 | Scott Anderson        | 1-2, 4-7        |
| Schmidt Peterson Motorsports | 77 | Heamin Choi           | 3, 8, 11, 17-18 |
| Team Pelfrey                 | 2  | Juan Piedrahita       | 1-13            |
| Team Pelfrey                 | 2  | Sean Rayhall          | 17-18           |
| Team Pelfrey                 | 3  | Scott Hargrove        | 1-8             |
| Team Pelfrey                 | 3  | Garett Grist          | 9-10, 12-18     |

## Races
| Race | Datum        | Racenaam                                                                     | Circuit                                     | Locatie            |
| ---- | ------------ | ---------------------------------------------------------------------------- | ------------------------------------------- | ------------------ |
| 1    | 12 maart     | Indy Lights Grand Prix of St. Petersburg Presented by Lucas School of Racing | Stratencircuit Saint Petersburg             | St. Petersburg, FL |
| 2    | 13 maart     | Indy Lights Grand Prix of St. Petersburg Presented by Lucas School of Racing | Stratencircuit Saint Petersburg             | St. Petersburg, FL |
| 3    | 2 april      | Indy Lights Grand Prix of Phoenix                                            | Phoenix International Raceway               | Phoenix, AZ        |
| 4    | 23 april     | Legacy Indy Lights 100                                                       | Barber Motorsports Park                     | Birmingham, AL     |
| 5    | 24 april     | Legacy Indy Lights 100                                                       | Barber Motorsports Park                     | Birmingham, AL     |
| 6    | 13 mei       | Mazda Indy Lights Grand Prix of Indianapolis                                 | Indianapolis Motor Speedway (binnencircuit) | Speedway, IN       |
| 7    | 14 mei       | Mazda Indy Lights Grand Prix of Indianapolis                                 | Indianapolis Motor Speedway (binnencircuit) | Speedway, IN       |
| 8    | 27 mei       | Freedom 100                                                                  | Indianapolis Motor Speedway (oval)          | Speedway, IN       |
| 9    | 25 juni      | Grand Prix of Road America                                                   | Road America                                | Elkhart Lake, WI   |
| 10   | 26 juni      | Grand Prix of Road America                                                   | Road America                                | Elkhart Lake, WI   |
| 11   | 10 juli      | Iowa Corn Indy 100                                                           | Iowa Speedway                               | Newton, IA         |
| 12   | 16 juli      | Grand Prix of Toronto                                                        | Stratencircuit Toronto                      | Toronto, ON        |
| 13   | 17 juli      | Grand Prix of Toronto                                                        | Stratencircuit Toronto                      | Toronto, ON        |
| 14   | 30 juli      | Grand Prix of Mid-Ohio                                                       | Mid-Ohio Sports Car Course                  | Lexington, OH      |
| 15   | 31 juli      | Grand Prix of Mid-Ohio                                                       | Mid-Ohio Sports Car Course                  | Lexington, OH      |
| 16   | 3 september  | Grand Prix of Watkins Glen                                                   | Watkins Glen International                  | Watkins Glen, NY   |
| 17   | 10 september | Grand Prix of Monterey                                                       | Mazda Raceway Laguna Seca                   | Monterey, CA       |
| 18   | 11 september | Grand Prix of Monterey                                                       | Mazda Raceway Laguna Seca                   | Monterey, CA       |

## Uitslagen
| Ronde | Race            | Poleposition     | Snelste ronde         | Meeste ronden aan de leiding | Winnaar          | Winnaar                      |
| Ronde | Race            | Poleposition     | Snelste ronde         | Meeste ronden aan de leiding | Coureur          | Team                         |
| ----- | --------------- | ---------------- | --------------------- | ---------------------------- | ---------------- | ---------------------------- |
| 1     | St. Petersburg  | Kyle Kaiser      | Zach Veach            | Zach Veach                   | Félix Serrallés  | Carlin                       |
| 2     | St. Petersburg  | Felix Rosenqvist | Felix Rosenqvist      | Felix Rosenqvist             | Felix Rosenqvist | Belardi Auto Racing          |
| 3     | Phoenix         | Kyle Kaiser      | Kyle Kaiser           | Kyle Kaiser                  | Kyle Kaiser      | Juncos Racing                |
| 4     | Birmingham      | Ed Jones         | Santiago Urrutia      | Ed Jones                     | Ed Jones         | Carlin                       |
| 5     | Birmingham      | Ed Jones         | Santiago Urrutia      | Santiago Urrutia             | Santiago Urrutia | Schmidt Peterson Motorsports |
| 6     | Indianapolis GP | Ed Jones         | Zachary Claman DeMelo | Ed Jones                     | Ed Jones         | Carlin                       |
| 7     | Indianapolis GP | Ed Jones         | Felix Rosenqvist      | Dean Stoneman                | Dean Stoneman    | Andretti Autosport           |
| 8     | Indianapolis    | Ed Jones         | Neil Alberico         | Dean Stoneman                | Dean Stoneman    | Andretti Autosport           |
| 9     | Road America    | Zach Veach       | Zachary Claman DeMelo | Zach Veach                   | Zach Veach       | Belardi Auto Racing          |
| 10    | Road America    | Ed Jones         | Dean Stoneman         | Santiago Urrutia             | Santiago Urrutia | Schmidt Peterson Motorsports |
| 11    | Iowa            | Ed Jones         | Zach Veach            | Ed Jones                     | Félix Serrallés  | Carlin                       |
| 12    | Toronto         | Felix Rosenqvist | Felix Rosenqvist      | Felix Rosenqvist             | Felix Rosenqvist | Belardi Auto Racing          |
| 13    | Toronto         | Felix Rosenqvist | Félix Serrallés       | Felix Rosenqvist             | Felix Rosenqvist | Belardi Auto Racing          |
| 14    | Mid-Ohio        | Santiago Urrutia | Santiago Urrutia      | Santiago Urrutia             | Santiago Urrutia | Schmidt Peterson Motorsports |
| 15    | Mid-Ohio        | Santiago Urrutia | Félix Serrallés       | Santiago Urrutia             | Santiago Urrutia | Schmidt Peterson Motorsports |
| 16    | Watkins Glen    | Santiago Urrutia | Dean Stoneman         | Zach Veach                   | Zach Veach       | Belardi Auto Racing          |
| 17    | Laguna Seca     | Kyle Kaiser      | Kyle Kaiser           | Kyle Kaiser                  | Kyle Kaiser      | Juncos Racing                |
| 18    | Laguna Seca     | Ed Jones         | Zach Veach            | Zach Veach                   | Zach Veach       | Belardi Auto Racing          |

## Kampioenschap
| Pos | Rijder                | STP | STP | PHX | ALA | ALA | IMS | IMS | INDY | RDA | RDA | IOW | TOR | TOR | MOH | MOH | WGL | LAG | LAG | Punten |
| --- | --------------------- | --- | --- | --- | --- | --- | --- | --- | ---- | --- | --- | --- | --- | --- | --- | --- | --- | --- | --- | ------ |
| 1   | Ed Jones              | 10  | 7   | 2   | 1*  | 2   | 1*  | 4   | 21   | 4   | 13  | 3*1 | 6   | 5   | 6   | 11  | 2   | 2   | 4   | 363    |
| 2   | Santiago Urrutia      | 4   | 13  | 4   | 11  | 1*  | 2   | 2   | 14   | 9   | 1*  | 5   | 4   | 4   | 1*  | 1*  | 12  | 5   | 2   | 361    |
| 3   | Kyle Kaiser           | 3   | 2   | 1*  | 15  | 6   | 6   | 3   | 16   | 6   | 6   | 6   | 3   | 3   | 9   | 6   | 4   | 1*  | 3   | 334    |
| 4   | Zach Veach            | 16* | 3   | 8   | 3   | 10  | 5   | 10  | 10   | 1*  | 3   | 2   | 9   | 6   | 5   | 4   | 1*  | 3   | 1*  | 332    |
| 5   | Dean Stoneman         | 8   | 6   | 5   | 16  | 3   | 3   | 1*  | 1*   | 2   | 9   | 4   | 5   | 14  | 3   | 2   | 10  | 13  | 9   | 316    |
| 6   | Félix Serrallés       | 1   | 4   | 7   | 2   | 15  | 7   | 5   | 6    | 3   | 14  | 1   | 2   | 10  | 4   | 10  | 7   | 8   | 5   | 311    |
| 7   | André Negrão          | 6   | 5   | 6   | 8   | 11  | 9   | 16  | 15   | 10  | 2   | 13  | 11  | 2   | 2   | 3   | 3   | 9   | 6   | 268    |
| 8   | Shelby Blackstock     | 14  | 11  | 14  | 4   | 5   | 10  | 7   | 4    | 13  | 5   | 12  | 10  | 9   | 8   | 5   | 6   | 10  | 11  | 227    |
| 9   | Zachary Claman DeMelo | 11  | 16  | 11  | 5   | 7   | 13  | 14  | 13   | 5   | 4   | 8   | 13  | 13  | 7   | 7   | 9   | 12  | 7   | 199    |
| 10  | Dalton Kellett        | 15  | 10  | 10  | 9   | 9   | 16  | 12  | 3    | 14  | 12  | 9   | 8   | 11  | 11  | 9   | 11  | 7   | 13  | 193    |
| 11  | Neil Alberico         | 12  | 15  | 9   | 12  | 14  | 11  | 13  | 7    | 11  | 11  | 11  | 12  | 8   | 12  | 8   | 5   | 6   | 10  | 193    |
| 12  | Felix Rosenqvist      | 7   | 1*  | 15  | 14  | 8   | 4   | 6   | 9    |     |     |     | 1*  | 1*  |     |     |     |     |     | 185    |
| 13  | Juan Piedrahita       | 9   | 8   | 12  | 7   | 16  | 15  | 11  | 8    | 12  | 7   | 7   | 14  | 12  |     |     |     |     |     | 135    |
| 14  | RC Enerson            | 5   | 12  | 3   | 6   | 4   | 8   | 15  | 11   |     |     |     |     |     |     |     |     |     |     | 111    |
| 15  | Garett Grist          |     |     |     |     |     |     |     |      | 7   | 10  |     | 7   | 7   | 10  | 12  | 8   | 11  | 15  | 102    |
| 16  | Scott Hargrove        | 2   | 14  | 13  | 13  | 12  | 14  | 9   | 5    |     |     |     |     |     |     |     |     |     |     | 93     |
| 17  | Scott Anderson        | 13  | 9   |     | 10  | 13  | 12  | 8   |      |     |     |     |     |     |     |     |     |     |     | 61     |
| 18  | Heamin Choi           |     |     | 16  |     |     |     |     | 12   |     |     | 10  |     |     |     |     |     | 15  | 12  | 40     |
| 19  | Sean Rayhall          |     |     |     |     |     |     |     |      |     |     |     |     |     |     |     |     | 4   | 8   | 32     |
| 20  | James French          |     |     |     |     |     |     |     |      | 8   | 8   |     |     |     |     |     |     |     |     | 24     |
| 21  | Davey Hamilton jr.    |     |     |     |     |     |     |     |      |     |     |     |     |     |     |     |     | 14  | 14  | 14     |
| Pos | Rijder                | STP | STP | PHX | ALA | ALA | IMS | IMS | INDY | RDA | RDA | IOW | TOR | TOR | MOH | MOH | WGL | LAG | LAG | Punten |

| Kleur       | Resultaat                       |
| ----------- | ------------------------------- |
| Goud        | Winnaar                         |
| Zilver      | 2de plaats                      |
| Brons       | 3de plaats                      |
| Groen       | 4de en 5de plaats               |
| Lichtblauw  | 6de–10de plaats                 |
| Donkerblauw | Gefinisht (buiten de Top 10)    |
| Paars       | Niet gefinisht                  |
| Rood        | Niet gekwalificeerd (DNQ)       |
| Bruin       | Teruggetrokken (Wth)            |
| Zwart       | Gediskwalificeerd (DSQ)         |
| Wit         | Niet Gestart (DNS)              |
| Blank       | Nam geen deel aan de race (DNP) |
| Blank       | Niet geracet                    |

| Toegevoegde info    |                                                                     |
| vet                 | Pole positie (1 punt)                                               |
| cursief             | Snelste ronde                                                       |
| *                   | Meeste ronden aan de leiding (2 punten)                             |
| 1                   | Geen kwalificatie, startpositie bepaald op positie in kampioenschap |
| Rookie van het Jaar |                                                                     |
| Rookie              |                                                                     |

| Kleur       | Resultaat                       |
| ----------- | ------------------------------- |
| Goud        | Winnaar                         |
| Zilver      | 2de plaats                      |
| Brons       | 3de plaats                      |
| Groen       | 4de en 5de plaats               |
| Lichtblauw  | 6de–10de plaats                 |
| Donkerblauw | Gefinisht (buiten de Top 10)    |
| Paars       | Niet gefinisht                  |
| Rood        | Niet gekwalificeerd (DNQ)       |
| Bruin       | Teruggetrokken (Wth)            |
| Zwart       | Gediskwalificeerd (DSQ)         |
| Wit         | Niet Gestart (DNS)              |
| Blank       | Nam geen deel aan de race (DNP) |
| Blank       | Niet geracet                    |

| Toegevoegde info    |                                                                     |
| vet                 | Pole positie (1 punt)                                               |
| cursief             | Snelste ronde                                                       |
| *                   | Meeste ronden aan de leiding (2 punten)                             |
| 1                   | Geen kwalificatie, startpositie bepaald op positie in kampioenschap |
| Rookie van het Jaar |                                                                     |
| Rookie              |                                                                     |

| Positie | 1  | 2  | 3  | 4  | 5  | 6  | 7  | 8  | 9  | 10 | 11 | 12 | 13 | 14 | 15 | 16 | 17 | 18 | 19 | 20 |
| ------- | -- | -- | -- | -- | -- | -- | -- | -- | -- | -- | -- | -- | -- | -- | -- | -- | -- | -- | -- | -- |
| Punten  | 30 | 25 | 22 | 19 | 17 | 15 | 14 | 13 | 12 | 11 | 10 | 9  | 8  | 7  | 6  | 5  | 4  | 3  | 2  | 1  |

- Volledige punten worden enkel uitgereikt wanneer de coureur meer dan 50% van de raceafstand heeft afgelegd, in andere gevallen kreeg de coureur één punt.

1986 ·
1987 ·
1988 ·
1989 ·
1990 ·
1991 ·
1992 ·
1993 ·
1994 ·
1995 ·
1996 ·
1997 · 
1998 ·
1999 ·
2000 ·
2001 ·
2002 ·
2003 ·
2004 ·
2005 ·
2006 ·
2007 ·
2008 ·
2009 ·
2010 ·
2011 ·
2012 ·
2013 ·
2014 ·
2015 ·
2016 ·
2017 ·
2018 ·
2019 ·
2020 ·
2021 ·
2022 ·
2023 ·
2024 ·
2025

Lijst van coureurs